# Миначёв, Хабиб Миначевич
Хабиб Миначевич Миначёв (тат. Хәбиб Минһаҗ улы Минһаҗев; 11 декабря [24 декабря] 1908, деревня Полевые Бикшики, Симбирская губерния — 25 марта 2002, Москва) — советский и российский учёный в области химии, академик Академии наук СССР, действительный член Российской академии наук, почётный академик Академии наук Республики Башкортостан.

## Биография
Хабиб Миначевич Миначёв родился в деревне Полевые Бикшики в Симбирской губернии (ныне деревня Полевые Бикшики в Батыревском районе Чувашии).
В 1927 году переехал в Москву. С 1929 по 1933 учился на рабочем факультете при Московском государственном университете.
В 1939 году окончил химический факультет Московского государственного университета и начал работать в Институте органической химии имени Зелинского в должности младшего научного сотрудника. В сентябре 1942 года был призван в армию. Член КПСС с 1944 года.
После окончания войны продолжил работу в институте Зелинского. В 1950 году получил должность старшего научного сотрудника. В 1954 году — степень доктора химических наук. С 1955 по 1977 годы занимал должность заместителя директора по научной работе.
В 1963 году Хабиб Миначёв организовал в Институте Зелинского лабораторию катализа на редких и рассеянных элементах, которую возглавлял до 1990 года.
28 ноября 1972 года был избран членом-корреспондентом Академии наук СССР по специальности «техническая органическая химия». 15 марта 1979 — академиком по специальности «органическая химия».
Скончался 25 марта 2002 года. Похоронен на кладбище села Луцино Одинцовского района Московской области.

## Научные достижения
Хабиб Миначевич Миначёв занимался изучением каталитических превращений углеводородов, в частности изучением цеолитных катализаторов. Хабиб Миначёв является одним из разработчиков способа синтеза цеолита Y. Также он открыл высокую активность и стабильность катализаторов с низким содержанием благородных металлов, высокую активность цеолитов в натриевой форме без переходных металлов при гидрировании углеводородов и карбонильных соединений.
Хабиб Миначевич Миначёв установил зависимости каталитической активности цеолитов от соотношения в них алюминия и кремния, от степени обмена ионов натрия на многовалентные ионы и от химической природы этих ионов.

## Премии и награды

### Премии
- Премия имени Н. Д. Зелинского (1974) — за серию работ по созданию новых катализаторов нефтехимических реакций на основе окислов редкоземельных элементов и цеолитов
- Премия Совета Министров СССР (1976)[13];
- Государственная премия СССР (1977, в составе группы) — за цикл работ по научным основам создания новых цеолитных катализаторов
- Премия имени Н. Д. Зелинского (1987, совместно с О. М. Нефёдовым, В. В. Харламовым) — за работу «Разработка научных основ технологичного способа получения аллилацетата каталитическим ацетоксилированием пропилена»
- Премия имени А. А. Баландина (1993, совместно с Е. С. Шпиро, А. А. Слинкиным) — за цикл работ «Структура поверхности и каталитические свойства высокодисперсных металлнаселённых систем».

### Ордена
- Орден «Знак Почёта» (1967)[7];
- Орден Отечественной войны II степени (1985)[7];

### Медали
- Медаль «За доблестный труд в Великой Отечественной войне 1941—1945 гг.» (1945)[7];
- Медаль «В память 800-летия Москвы» (1948)[7];
- Медаль «За трудовую доблесть» (1953)[7];
- Золотая медаль ВДНХ (1967)[7];
- «За доблестный труд. В ознаменование 100-летия со дня рождения Владимира Ильича Ленина» (1970)[7];
- Золотая медаль ВДНХ (1974)[7];
- Серебряная медаль ВДНХ (1981)[7];
- Медаль «Ветеран труда» (1983)[7];

### Поощрения Президента Российской Федерации
- Благодарность Президента Российской Федерации (13 октября 1998 года) — за выдающиеся заслуги в научной деятельности[14].

## Память
С 8-го по 11-е июня 2008 года прошла 5-я Всероссийская цеолитная конференция «Цеолиты и мезопористые материалы: достижения и перспективы», которая была посвящена памяти Хабиба Миначевича Миначёва.
В честь столетия Хабиба Миначевича Миначёва в Чувашии 19-20 декабря 2008 года прошла научная конференция, делегаты посетили, в том числе Яльчикский и Батыревский районы.
17 февраля 2009 года президиум РАН постановил разрешить израсходовать средства на установку в память о Хабибе Миначёве мемориальной доски в здании института органической химии имени Зелинского.

Именем Академика РАН Х.М. Миначёва названа улица в городе Чебоксары.

## Некоторые работы
- Редкие земли в катализе (1972)[7];
- Металлосодержащие цеолиты в катализе (1976)[7];
- Фотоэлектронная спектроскопия и её применение в катализе (1981)[7];